# Campeonato Gaúcho de Futebol de 2005 - Série A
O Campeonato Gaúcho de Futebol de 2005, foi a 85ª edição da competição no Estado do Rio Grande do Sul. A disputa teve início em 30 de janeiro e o término em 17 de abril de 2005. Participaram do campeonato 18 clubes. O campeão deste ano foi o Internacional.

## Participantes
| - Brasil-PE (Pelotas) - 45ª - Caxias (Caxias do Sul) - 44ª - Esportivo (Bento Gonçalves) - 35ª - Farroupilha (Pelotas) - 24ª - Glória (Vacaria) - 14ª - Grêmio (Porto Alegre) - 63ª - Internacional (Porto Alegre) - 61ª - Juventude (Caxias do Sul) - 43ª - Novo Hamburgo (Novo Hamburgo) - 54ª | - Passo Fundo (Passo Fundo) - 27ª - 15 de Novembro (Campo Bom) - 11ª - Santa Cruz (Santa Cruz do Sul) - 36ª - São José-CS (Cachoeira do Sul) - 5ª - São José-PoA (Porto Alegre) - 21ª - Ulbra (Canoas) - 2ª - Veranópolis (Veranópolis) - 12ª - Guarani-VA (Venâncio Aires) - 15ª - São Gabriel (São Gabriel) - 5ª |

## Tabela

### Primeira Fase
29/01  São José-POA 1 x 1 Passo Fundo - Passo D'Areia
30/01  Farroupilha 1 x 1 Internacional - Nicolau Fico
30/01  Veranópolis 1 x 1 Santa Cruz - Antonio David Farina
30/01  Glória 4 x 1 Novo Hamburgo - Altos da Glória
30/01  São Gabriel 2 x 1 Guarani-VA - Sílvio de Farias Corrêa
30/01  Grêmio 0 x 0 Caxias - Olímpico
30/01  São José-CS 1 x 1 Brasil-PEL - Joaquim Vidal
30/01  Juventude 2 x 0 Esportivo - Alfredo Jaconi
31/01  15 de Novembro 3 x 0  Ulbra - Sady Schmidt
03/02  Novo Hamburgo 2 x 1 Veranópolis - Santa Rosa
03/02  Santa Cruz 1 x 0 Farroupilha - Plátanos
03/02  Guarani-VA 2 x 1 São José-CS - Edmundo Feix
05/02  Internacional 0 x 0 Glória - Beira-Rio
05/02  Caxias 2 x 1 São Gabriel - Centenário
05/02  Brasil-PEL 1 x 0 Grêmio - Bento Freitas
05/02  Ulbra 3 x 3 Juventude - Complexo Esportivo da Ulbra
05/02  Passo Fundo 0 x 1 15 de Novembro - Vermelhão da Serra
05/02  Esportivo 1 x 2 São José-POA - Montanha dos Vinhedos
09/02  Veranópolis 1 x 0 Internacional - Antonio David Farina
09/02  Glória 1 x 1 Farroupilha - Altos da Glória
09/02  Novo Hamburgo 1 x 1 Santa Cruz - Santa Rosa
09/02  Grêmio 1 x 1 Guarani-VA - Olímpico
09/02  São José-CS 3 x 1 São Gabriel - Joaquim Vidal
09/02  Brasil-PEL 3 x 1 Caxias - Bento Freitas
09/02  São José-POA 1 x 3 Ulbra - Passo D'Areia
09/02  Juventude 0 x 1 15 de Novembro - Alfredo Jaconi
09/02  Esportivo 2 x 1 Passo Fundo - Montanha dos Vinhedos
11/02  Farroupilha 1 x 2 Veranópolis - Nicolau Fico
11/02  Internacional 0 x 0 Novo Hamburgo - Beira-Rio
11/02  São Gabriel 1 x 3 Grêmio - Sílvio de Farias Corrêa
11/02  Ulbra 0 x 0 Esportivo - Complexo Esportivo da Ulbra
11/02  Juventude 5 x 1 Passo Fundo - Alfredo Jaconi
16/02  Glória 4 x 2 Santa Cruz - Altos da Glória
16/02  Guarani_VA 0 x 2 Brasil-PEL - Edmundo Feix
16/02  São José-CS 0 x 2 Caxias - Joaquim Vidal
16/02  15 de Novembro 4 x 0 São José-POA - Sady Schmidt
13/02  Santa Cruz 1 x 0 Internacional - Plátanos
13/02  Veranópolis 1 x 2 Glória - Antonio David Farina
13/02  Caxias 1 x 0 Guarani-VA - Centenário
13/02  Grêmio 4 x 1 São José-CS - Olímpico
13/02  São José-POA 1 x 0 Juventude - Passo D'Areia
13/02  Passo Fundo 5 x 0 Ulbra - Vermelhão da Serra
13/02  Esportivo 3 x 0 15 de Novembro - Montanha dos Vinhedos
14/02  Novo Hamburgo 1 x 2 Farroupilha - Santa Rosa
14/02  Brasil-PEL 2 x 0 São Gabriel - Bento Freitas
19/02  Juventude 2 x 1 São José-POA - Alfredo Jaconi
20/02  Farroupilha 3 x 2 Novo Hamburgo - Nicolau Fico
20/02  Internacional 2 x 0 Santa Cruz - Beira-Rio
20/02  Glória 1 x 0 Veranópolis - Altos da Glória
20/02  Guarani-VA 1 x 1 Caxias - Edmundo Feix
20/02  São José-CS 2 x 1 Grêmio - Joaquim Vidal
20/02  São Gabriel 3 x 2 Brasil-PEL - Sílvio de Farias Corrêa
20/02  Ulbra 1 x 1 Passo Fundo - Complexo Esportivo da Ulbra
21/02  15 de Novembro 4 x 3 Esportivo - Sady Schmidt
23/02  Veranópolis 4 x 4 Farroupilha - Antonio David Farina
23/02  Novo Hamburgo 2 x 1 Internacional - Santa Rosa
23/02  Caxias 4 x 0 São José-CS - Centenário
23/02  Grêmio 3 x 4 São Gabriel - Olímpico
23/02  Brasil-PEL 1 x 1 Guarani-VA - Bento Freitas
23/02  Passo Fundo 2 x 1 Juventude - Vermelhão da Serra
24/02  Santa Cruz 0 x 2 Glória - Plátanos
24/02  São José-POA 0 x 2 15 de Novembro - Passo D'Areia
24/02  Esportivo 1 x 2 Ulbra - Montanha dos Vinhedos
26/02  Caxias 2 x 3 Brasil-PEL - Centenário
27/02  Farroupilha 2 x 1 Glória - Nicolau Fico
27/02  Internacional 1 x 0 Veranópolis - Beira-Rio
27/02  São Gabriel 1 x 1 São José-CS - Sílvio de Farias Corrêa
27/02  Guarani-VA 0 x 1 Grêmio - Edmundo Feix
27/02  Passo Fundo 1 x 1 Esportivo - Vermelhão da Serra
27/02  Ulbra 2 x 0 São José-POA - Complexo Esportivo da Ulbra
27/02  15 de Novembro 2 x 0 Juventude - Sady Schmidt
28/02  Santa Cruz 2 x 0 Novo Hamburgo - Plátanos
05/03  São José-POA 2 x 2 Esportivo - Passo D'Areia
05/03  Juventude 1 x 0 Ulbra - Alfredo Jaconi
05/03  São José-CS 1 x 2 Guarani-VA - Joaquim Vidal
06/03  Glória 1 x 2 Internacional - Altos da Glória
06/03  Veranópolis 2 x 1 Novo Hamburgo - Antônio David Farina
06/03  Farroupilha 2 x 2 Santa Cruz - Nicolau Fico
06/03  Grêmio 3 x 1 Brasil-PEL - Olímpico
06/03  São Gabriel 1 x 1 Caxias - Sílvio de Farias Corrêa
06/03  15 de Novembro 5 x 2 Passo Fundo - Sady Schmidt
10/03  Passo Fundo 3 x 0 São José-POA - Vermelhão da Serra
13/03  Internacional 2 x 0 Farroupilha - Beira-Rio
13/03  Santa Cruz 0 x 3 Veranópolis - Plátanos
13/03  Novo Hamburgo 0 x 3 Glória - Santa Rosa
13/03  Guarani-VA 1 x 1 São Gabriel - Edmundo Feix
13/03  Caxias 3 x 0 Grêmio - Centenário
13/03  Brasil-PEL 0 x 3 São José-CS - Bento Freitas
13/03  Ulbra 3 x 4 15 de Novembro - Complexo Esportivo da Ulbra
13/03  Esportivo 1 x 1 Juventude - Montanha dos Vinhedos
Grupo A[editar | editar código-fonte]
| Classificação - Primeira Fase (GRUPO A)                                                                                     |               |    |    |   |   |   |    |    |    |
| Time | Time          | PG | J  | V | E | D | GP | GC | SG |
| 1 | Glória        | 20 | 10 | 6 | 2 | 2 | 19 | 9  | 10 |
| 2 | Internacional | 15 | 10 | 4 | 3 | 3 | 9  | 6  | 3  |
| 3 | Veranópolis   | 14 | 10 | 4 | 2 | 4 | 16 | 14 | 2  |
| 4 | Farroupilha   | 13 | 10 | 3 | 4 | 3 | 16 | 17 | -1 |
| 5 | Santa Cruz    | 12 | 10 | 3 | 3 | 4 | 10 | 15 | -5 |
| 6 | Novo Hamburgo | 8  | 10 | 2 | 2 | 6 | 10 | 19 | -9 |
| PG - pontos ganhos; J - jogos; V - vitórias; E - empates; D - derrotas; GP - gols pró; GC - gols contra; SG - saldo de gols |               |    |    |   |   |   |    |    |    |

Grupo B[editar | editar código-fonte]
| Classificação - Primeira Fase (GRUPO B)                                                                                     |             |    |    |   |   |   |    |    |    |
| Time | Time        | PG | J  | V | E | D | GP | GC | SG |
| 1 | Caxias      | 18 | 10 | 5 | 3 | 2 | 17 | 9  | 8  |
| 2 | Brasil-PEL  | 17 | 10 | 5 | 2 | 3 | 16 | 14 | 2  |
| 3 | Grêmio      | 14 | 10 | 4 | 2 | 4 | 16 | 14 | 2  |
| 4 | São Gabriel | 12 | 10 | 3 | 3 | 4 | 15 | 19 | -4 |
| 5 | São José-CS | 11 | 10 | 3 | 2 | 5 | 13 | 18 | -5 |
| 6 | Guarani-VA  | 10 | 10 | 2 | 4 | 4 | 9  | 12 | -3 |
| PG - pontos ganhos; J - jogos; V - vitórias; E - empates; D - derrotas; GP - gols pró; GC - gols contra; SG - saldo de gols |             |    |    |   |   |   |    |    |    |

Grupo C[editar | editar código-fonte]
| Classificação - Primeira Fase (GRUPO C)                                                                                     |                |    |    |   |   |   |    |    |     |
| Time | Time           | PG | J  | V | E | D | GP | GC | SG  |
| 1 | 15 de Novembro | 27 | 10 | 9 | 0 | 1 | 26 | 12 | 14  |
| 2 | Juventude      | 14 | 10 | 4 | 2 | 4 | 15 | 12 | 3   |
| 3 | Passo Fundo    | 12 | 10 | 3 | 3 | 4 | 17 | 17 | 0   |
| 4 | Ulbra          | 12 | 10 | 3 | 3 | 4 | 14 | 18 | -4  |
| 5 | Esportivo      | 10 | 10 | 2 | 4 | 4 | 13 | 15 | -2  |
| 6 | São José-POA   | 8  | 10 | 2 | 2 | 6 | 9  | 20 | -11 |
| PG - pontos ganhos; J - jogos; V - vitórias; E - empates; D - derrotas; GP - gols pró; GC - gols contra; SG - saldo de gols |                |    |    |   |   |   |    |    |     |

### Segunda Fase
19/03  Brasil-PEL 0 x 1 15 de Novembro - Bento Freitas
20/03  Grêmio 1 x 0 Caxias - Olímpico
20/03  Veranópolis 0 x 1 Glória - Antônio David Farina
20/03  Juventude 1 x 2 Internacional - Alfredo Jaconi
23/03  Caxias 1 x 0 Brasil-PEL - Centenário
23/03  15 de Novembro 1 x 1 Grêmio - Sady Schimidt
23/03  Internacional 4 x 0 Veranópolis - Beira-Rio
23/03  Glória 0 x 0 Juventude - Altos da Glória
26/03  Brasil-PEL 1 x 1 Grêmio - Bento Freitas
26/03  Caxias 1 x 1 15 de Novembro - Centenário
26/03  Veranópolis 1 x 0 Juventude - Antônio David Farina
26/03  Internacional 1 x 3 Glória - Beira-Rio
29/03  Grêmio 2 x 0 Brasil-PEL - Olímpico
29/03  15 de Novembro 1 x 0 Caxias - Sady Schimidt
29/03  Glória 2 x 3 Internacional - Altos da Glória
29/03  Juventude 3 x 0 Veranópolis - Alfredo Jaconi
01/04  Brasil-PEL 3 x 1 Caxias - Bento Freitas
01/04  Grêmio 1 x 1 15 de Novembro - Olímpico
01/04  Juventude 1 x 0 Glória - Alfredo Jaconi
01/04  Veranópolis 0 x 2 Internacional - Antônio David Farina
03/04  15 de Novembro 0 x 0 Brasil-PEL - Sady Schimidt
03/04  Caxias 3 x 2 Grêmio - Centenário
03/04  Internacional 1 x 0 Juventude - Beira-Rio
03/04  Glória 3 x 1 Veranópolis - Altos da Glória
Grupo A[editar | editar código-fonte]
| Classificação - Segunda Fase (GRUPO A)                                                                                      |                |    |   |   |   |   |    |    |    |
| Time | Time           | PG | J | V | E | D | GP | GC | SG |
| 1 | 15 de Novembro | 10 | 6 | 2 | 4 | 0 | 5  | 3  | 2  |
| 2 | Grêmio         | 9  | 6 | 2 | 3 | 1 | 8  | 6  | 2  |
| 3 | Caxias         | 7  | 6 | 2 | 1 | 3 | 6  | 8  | -2 |
| 4 | Brasil-PEL     | 5  | 6 | 1 | 2 | 3 | 4  | 6  | -2 |
| PG - pontos ganhos; J - jogos; V - vitórias; E - empates; D - derrotas; GP - gols pró; GC - gols contra; SG - saldo de gols |                |    |   |   |   |   |    |    |    |

Grupo B[editar | editar código-fonte]
| Classificação - Segunda Fase (GRUPO B)                                                                                      |               |    |   |   |   |   |    |    |     |
| Time | Time          | PG | J | V | E | D | GP | GC | SG  |
| 1 | Internacional | 15 | 6 | 5 | 0 | 1 | 13 | 6  | 7   |
| 2 | Glória        | 10 | 6 | 3 | 1 | 2 | 9  | 6  | 3   |
| 3 | Juventude     | 7  | 6 | 2 | 1 | 3 | 5  | 4  | 1   |
| 4 | Veranópolis   | 3  | 6 | 1 | 0 | 5 | 2  | 13 | -11 |
| PG - pontos ganhos; J - jogos; V - vitórias; E - empates; D - derrotas; GP - gols pró; GC - gols contra; SG - saldo de gols |               |    |   |   |   |   |    |    |     |

### Finais
- 10 de abril

Internacional 2 x 0 15 de Novembro - Beira-Rio, Porto Alegre (RS). Gols: Rafael Sóbis (18'/1ºT) e Tinga (21'/1ºT).
Arbitragem: Leandro Pedro Vuaden, auxiliado por Sérgio Buttes Cordeiro Filho e José Franco Filho. Público: 42.436 (34.557 pagantes). Cartões amarelos: Gavilan (I); Patrício e Perdigão (15).
Internacional: André; Élder Granja, Índio (Wilson), Vinícius e Jorge Wagner; Edinho, Gavilán, Tinga e Wellington; Rafael Sóbis (Diogo) e Fernandão. Técnico: Muricy Ramalho.
15 de Novembro: Márcio; Patrício, Marcão, Ediglê e Cristiano; Edmilson, Perdigão, Luizinho Vieira (Cadu) e Gérson Lente (Julio Rodriguez); Flávio (Maico) e Dauri. Técnico: Leandro Machado.
- 14 de abril

15 de Novembro 2 [1] x [2] 0 Internacional - Sady Schmidt, Campo Bom (RS). Gols: Júlio Rodriguez (22'/2ºT) e Jaques (35'/2ºT) - tempo normal - Luizinho Vieira (04'/2ºT) - prorrogação / Souza (2: 02'/2ºT e 06'/2ºT) - prorrogação.
Arbitragem: Carlos Eugênio Simon, auxiliado por Altemir Hausmann e Marcelo Bertanha Barison. Público: 2.528 pagantes. Cartões amarelos: Jaques e Dauri (15); Índio, Vinícius e Jorge Wagner (I).
15 de Novembro: Márcio; Patrício, Marcão, Ediglê e Émerson Ávila; Edmílson, Perdigão, Júlio Rodriguez (Marília) e Cadu (Luizinho Vieira); Jacques e Dauri. Técnico: Leandro Machado.
Internacional: André (Marcelo Boeck); Edinho, Índio e Vinícius; Élder Granja, Gavilán, Tinga, Wellington (Souza) e Jorge Wagner; Rafael Sóbis (Wilson) e Fernandão. Técnico: Muricy Ramalho.
Campeão: Sport Club Internacional

## Artilheiros
- 10 gols: Felipe (Passo Fundo)
- 8 gols: Somália (Grêmio)
- 7 gols: Dauri (15 de Novembro)

Fernandão (Internacional)
- 6 gols: Gustavo (Glória)

Jajá (Glória)

## Campeão
| Campeonato Gaúcho de 2005          |
| Porto Alegre                       |
| ---------------------------------- |
| Internacional Campeão (37º título) |

## Campeão do Interior
| Campeão do Interior de 2005 |
| Campo Bom                   |
| --------------------------- |
| 15 de Campo Bom 3º título   |

## Segunda Divisão
Campeão: São Luiz (Ijuí)
Vice-Campeão: Gaúcho (Passo Fundo)